# Erato Kozakou-Marcoullis
Erato Kozakou-Marcoullis (Limisso, 1949) è una diplomatica e politica cipriota.
È stata ministro degli affari esteri di Cipro dal 5 agosto 2011 al 27 febbraio 2013.

## Biografia
Il padre di Kozakou-Marcoullis era un cardiologo. Kozakou-Marcullis si laureò in giurisprudenza nel 1972 e in diritto pubblico e scienze politiche nel 1974 presso l'università di Atene. Nel 1979 conseguì un dottorato in sociologia e scienze politiche presso l'università di Helsinki.
Kozakou-Marcullis servì presso la missione permanente di Cipro alle Nazioni Unite dal 1980 al 1988, poi dal 1988 al 1993 presso la divisione per la questione di Cipro. Dal 1993 al 1996 fu dirigente presso il ministero degli esteri cipriota. Nel 1996 Kozakou-Marcullis fu nominata ambasciatrice di Cipro in Svezia, accreditata anche in Finlandia, Norvegia, Danimarca, Islanda, Estonia, Lettonia e Lituania. Nel 1998 divenne ambasciatrice di Cipro negli Stati Uniti e in Brasile e alto commissario in Canada, Guyana e Giamaica. Fu inoltre accreditata presso la Banca Mondiale, il FMI e l'Organizzazione degli Stati Americani. Nel 2003 Kozakou-Marcullis fu richiamata a Nicosia presso il ministero degli esteri e servì come direttrice per la questione di Cipro e i rapporti tra Unione europea e Turchia. Nel 2005 fu nominata ambasciatrice in Libano e Giordania.
Nel luglio 2007 Kozakou-Marcullis fu nominata ministro degli esteri nel governo di Tassos Papadopoulos e rimase in carica fino al febbraio 2008. Dopo la fine dell'esperienza di governo Kozakou-Marcullis fu nominata capo del gruppo di lavoro sulla proprietà nell'ambito dei negoziati tra le comunità cipriote greca e turca. Nel marzo 2010 Kozakou-Marcullis tornò a far parte del governo come ministro delle comunicazioni e dei lavori pubblici. Il 5 agosto 2011 fu nominata nuovamente ministro degli esteri. Durante il suo mandato Cipro ha assunto per la prima volta la presidenza di turno del Consiglio dell'Unione europea (1º luglio - 31 dicembre 2012).